# Miscogasteriella
Miscogasteriella is een geslacht van vliesvleugeligen uit de familie Pteromalidae. De wetenschappelijke naam van dit geslacht is voor het eerst geldig gepubliceerd in 1915 door Girault.

## Soorten
Het geslacht Miscogasteriella omvat de volgende soorten:
- Miscogasteriella burmanica (Hedqvist, 1968)
- Miscogasteriella flavipes (Masi, 1927)
- Miscogasteriella jayasreeae Sureshan, 1999
- Miscogasteriella longiventris Girault, 1915
- Miscogasteriella niger (Boucek, 1988)
- Miscogasteriella nigricans (Masi, 1927)
- Miscogasteriella perakensis (Hedqvist, 1968)
- Miscogasteriella sulcata (Kamijo, 1962)
- Miscogasteriella yemenica Narendran & van Harten, 2007